# Hundehoved (mytologi)
 For alternative betydninger, se Hundehoved. (Se også artikler, som begynder med Hundehoved)
Hundehoved eller cynocephalus er et fabelmenneske med hundehoved.
Grækerne og romerne kaldte en art af aber for cynocephalus (sandsynligvis bavianer).